# Monte Rinaldo (Ravenna)
Il Monte Rinaldo (247 m) è un piccolo rilievo del medio Appennino ravennate, situato nel territorio comunale di Brisighella, a nord-ovest rispetto al capoluogo.
Il monte Rinaldo costituisce una vetta del crinale montuoso spartiacque tra la valle del torrente Sintria (a ovest) e del fiume Lamone (a est); poco più a sud è presente la vetta del monte Nosadella (261 m), separata dal vicino Monte di Rontana dalla vallata del Rio del Bo, un affluente di destra del Sintria.
Nonostante l'esigua altezza, il monte Rinaldo è una collina assai ricca di sorgenti che tributano o nel Sintria o nel Lamone; infatti, alle sue pendici si annoverano almeno una ventina di piccoli specchi d'acqua formati dai piccoli ruscelli che da esse hanno origine.